# Laj Žuo-jü
Laj Žuo-jü (čínsky pchin-jinem Lài Ruòyú, znaky zjednodušené 赖若愚; 1. ledna 1910 – 20. května 1958) byl čínský komunistický politik, předseda Všečínské federace odborů (1953–1958), předtím tajemník šansijského provinčního výboru Komunistické strany Číny (1950–1952) a předseda šansijské lidové vlády (1951–1952).

## Život
Laj Žuo-jü se narodil 1. ledna 1910 v okrese Wu-tchaj na severovýchodě provincie Šan-si. Od roku 1927 studoval na Pekingské univerzitě, roku 1929 vstoupil do Komunistické strany Číny. Roku 1930 byl za činnost v komunistické straně zatčen a dva roky vězněn. Po propuštění odešel do Tchaj-jüanu, kde podílel na aktivitách tamní ilegální organizace KS Číny, později působil i v Čang-ťia-kchou a Pekingu. Po roce 1940 byl poslán do hor Tchaj-chang, kde působil jako stranický organizátor a politický komisař tamních vojsk. 
Po osvobození Šan-si převzal roku 1948 pozici tajemníka městského výboru KS Číny v Tchaj-jüanu, od roku 1949 byl prvním zástupcem tajemníka šansijského provinčního výboru KS Číny. Od září 1950 do února 1952 působil jako tajemník šansijského provinčního výboru KS Číny a politický komisař vojenské oblasti Šan-si. Od března 1951 do dubna 1952 byl současně předsedou lidové vlády Šan-si. Tehdejší vedení Šan-si v čele s Laj Žuo-jüem se snažilo organizovat první družstva rámci socializace zemědělství, což bylo v rozporu s postoji jejich nadřízených – Liou Šao-čchiho, Po I-poa a dalších vedoucích představitelů severočínského byra ústředního výboru KS Číny, kteří hájili oficiální linii tehdejší politiky „nové demokracie“, podle které se soukromé vlastnictví půdy těšilo plnému respektu a kolektivizace měla následovat až po mechanizaci zemědělství. Ve sporu Liou Šao-čchi sáhl až k veřejné kritice oponentů, Šansijci ale získali podporu Mao Ce-tunga.
V roce 1952 byl Laj Žuo-jü přeložen do funkce generálního tajemníka Všečínské federace odborů, ve které od května 1953 do května 1958 zastával funkci předsedy a tajemníka sekretariátu. V roce 1954 byl také zvolen členem stálého výboru Všečínského shromáždění lidových zástupců. V září 1956 byl na VIII. sjezdu KS Číny zvolen členem jejího ústředního výboru.
Dne 20. května 1958 zemřel v Pekingu ve věku 48 let na rakovinu jater. Krátce po jeho smrti označilo rozšířené zasedání stranické skupiny Všečínské federace odborů, které se konalo v květnu až srpnu 1958, Laj Žuo-jüa a některé další vedoucí představitele odborů za  „pravicové oportunisty a sektáře“ a obvinilo je z „odporu vůči stranickému vedení odborů, soupeření o moc ze strany a vlády, manipulování s politikou strany v dělnickém hnutí a klanění se spontánnímu hnutí pracujících“. Hlavním iniciátorem kritiky Laj Žuo-jüa byl Liou Lan-tchao. Příčinou kritiky byla snaha dotyčných vůdců odborů o samostatnější postavení odborů vůči místním stranickým orgánům a vnímání požadavků pracujících ve vlně stávek v letech 1956–1957 jako oprávněného hájení dělnických práv proti vedení podniků a lokální stranické byrokracii.